# Daheshen
Daheshen (大河深村, Dàhéshēncūn en hanyu pinyin) est une localité chinoise dans la province du Jilin en Chine.
Le village se situe près de la ville de Changshan dans le district de Huadian.
Le village est connu par la présence d'une formation stratigraphique qui date du Permien (probablement du Wordien).

Les deux espèces de conodontes Mesogondolella daheshenensis et M. subgracilis y ont été trouvées. 